# Cacyreus darius
Cacyreus darius är en fjärilsart som beskrevs av Paul Mabille 1877. Cacyreus darius ingår i släktet Cacyreus och familjen juvelvingar. Inga underarter finns listade i Catalogue of Life.